# Pelle Linders

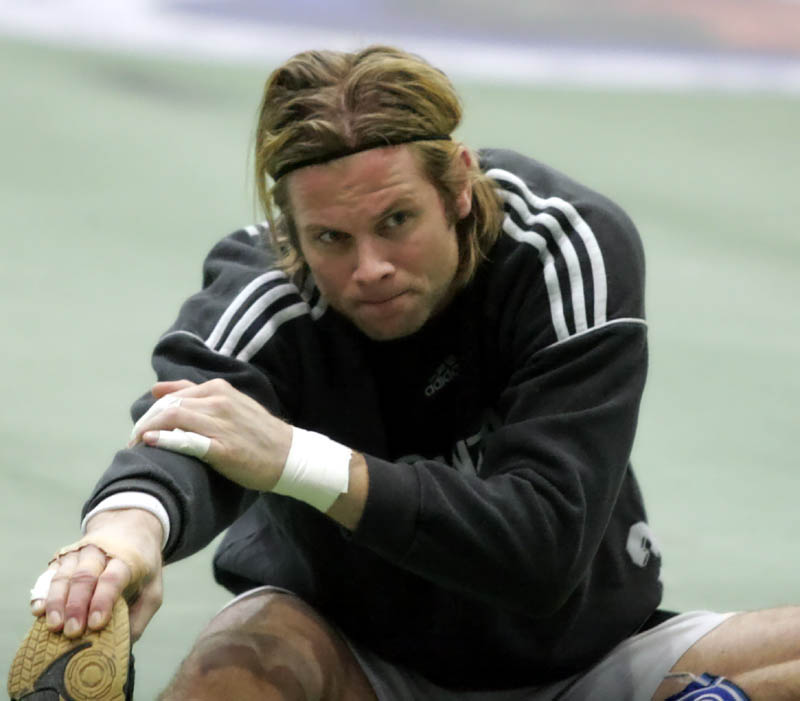
Pelle Linders i THW Kiel 2006.

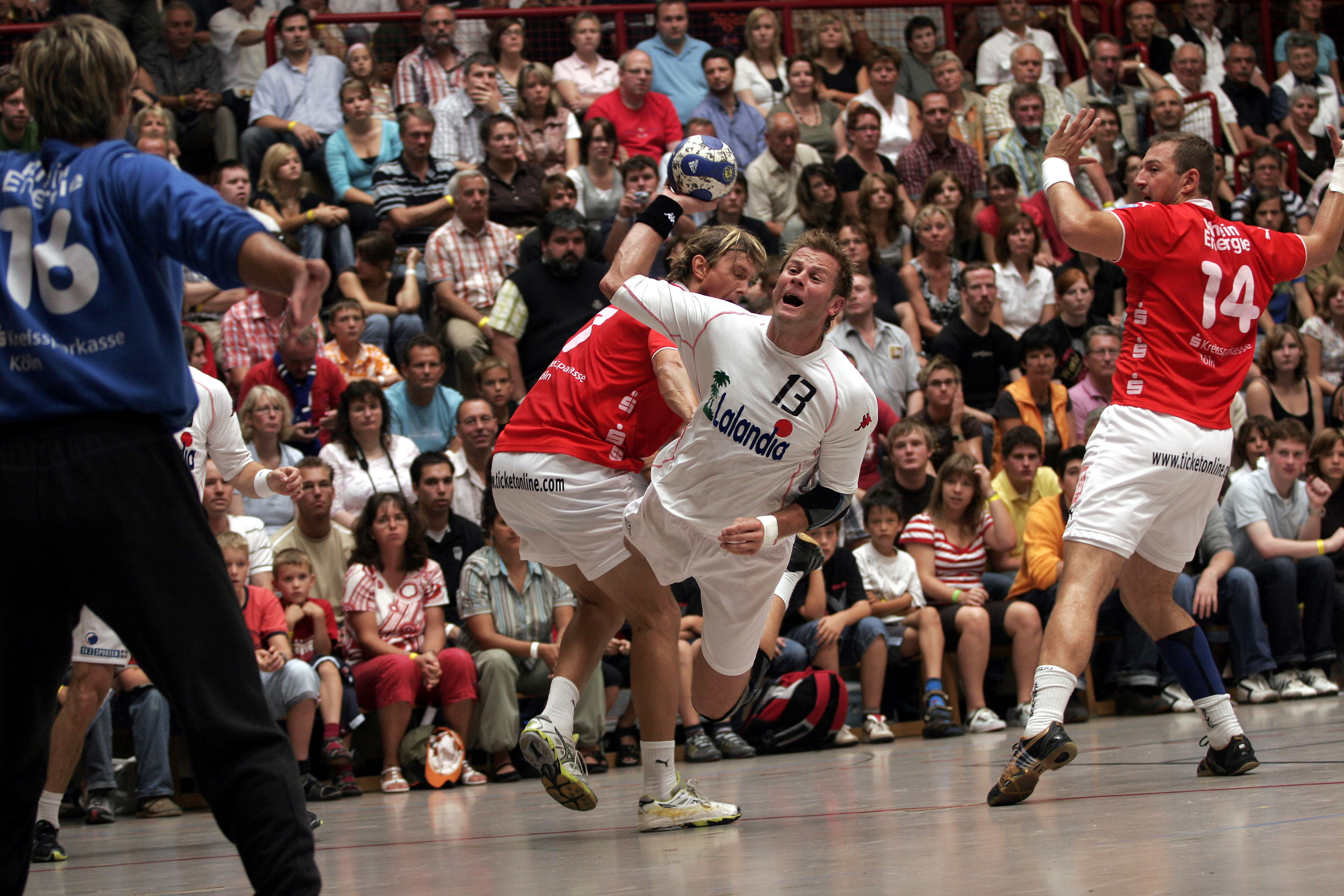
Pelle Linders med FC Köpenhamn 2007.

Per "Pelle" Tomas Linders, född 21 september 1975 i Onsala församling i Hallands län, är en svensk tidigare handbollsspelare. Han spelade som mittsexa i anfall.

## Karriär
Linders är fostrad i HK Aranäs men bytte klubb 1995 till IFK Skövde. 2000 gick han till danska KIF Kolding med vilka han bland annat blev dansk mästare fyra gånger innan han flyttade till THW Kiel 2005. Med THW Kiel blev Linders tysk mästare 2006 och 2007, och vann även EHF Champions League 2007, innan han gick vidare till FC Köpenhamn sommaren 2007. Han har även spelat ett antal matcher för Sveriges landslag, och bland annat vunnit Supercupen 2005.
Linders sista klubb som utlandsproffs blev FC Köpenhamn. Inför säsongen 2010/2011 värvades Linders tillbaka till moderklubben HK Aranäs i Kungsbacka, som säsongen innan vunnit Allsvenskan 2009/2010 och därmed gått upp i Elitserien. Linders blev dock tvungen att avsluta karriären under våren 2011, på grund av skador.

## Klubbar
- HK Aranäs (1981–1995)
- IFK Skövde (1995–2000)
- KIF Kolding (2000–2005)
- THW Kiel (2005–2007)
- FC Köpenhamn (2007–2010)
- HK Aranäs (2010–2011)